# Pest vármegyei 9. sz. országgyűlési egyéni választókerület
A Pest vármegyei 9. sz. országgyűlési egyéni választókerület egyike annak a 106 választókerületnek, amelyre a 2011. évi CCIII. törvény Magyarország területét felosztja, és amelyben a választópolgárok egy-egy országgyűlési képviselőt választhatnak. A választókerület nevének szabványos rövidítése: Pest 09. OEVK. Székhelye: Nagykáta

## Területe
A választókerület az alábbi településeket foglalja magába:
1. Dány
2. Farmos
3. Galgahévíz
4. Kóka
5. Nagykáta
6. Sülysáp
7. Szentlőrinckáta
8. Szentmártonkáta
9. Tápióbicske
10. Tápiógyörgye
11. Tápióság
12. Tápiószecső
13. Tápiószele
14. Tápiószentmárton
15. Tápiószőlős
16. Tóalmás
17. Tura
18. Úri
19. Vácszentlászló
20. Valkó
21. Zsámbok

## Országgyűlési képviselője
| Név            | Párt                                         | Párt        | Terminus | Megjegyzés                                   |
| -------------- | -------------------------------------------- | ----------- | -------- | -------------------------------------------- |
| Czerván György |                                              | Fidesz-KDNP | 2014 –   | A 2014-es országgyűlési választás eredménye: |
| Czerván György | A 2018-as országgyűlési választás eredménye: | Fidesz-KDNP | 2014 –   |                                              |
| Czerván György | A 2022-es országgyűlési választás eredménye: | Fidesz-KDNP | 2014 –   |                                              |

## Demográfiai profilja
| Iskolai végzettség                | Iskolai végzettség               | Iskolai végzettség | Iskolai végzettség | Iskolai végzettség |
| --------------------------------- | -------------------------------- | ------------------ | ------------------ | ------------------ |
|                                   |                                  |                    |                    | fő                 |
| Általános iskolát nem végezte el  | Általános iskolát nem végezte el |                    | 2201               | 2201               |
| Általános iskola                  | Általános iskola                 |                    | 19932              | 19932              |
| Szakmunkás                        | Szakmunkás                       |                    | 21144              | 21144              |
| Érettségi                         | Érettségi                        |                    | 24384              | 24384              |
| Diploma                           | Diploma                          |                    | 8782               | 8782               |
| A 2022. évi népszámlálás szerint. |                                  |                    |                    |                    |

A Pest vármegyei 9. sz. választókerület lakónépessége 2022. október 1-jén 94 129 fő volt. A 2011-es és a 2022-es népszámlálás között 1807 fővel nőtt a választókerület lakosság száma. A választókerületben a korösszetétel alapján a legtöbben a középkorúak élnek 33 539 fővel, míg a legkevesebben a gyermekek 17 686 fővel. A választókerület lakosságának a 82,2%-nál van internet elérési lehetőség.
A legmagasabb befejezett iskolai végzettség szerint az érettségi végzettséggel rendelkezők élnek a legtöbben 24 384 fő, utánuk a következő nagy csoport a szakmunkások 21 144 fővel.
Gazdasági aktivitás szerint a lakosság közel fele foglalkoztatott 45 068 fő, második legjelentősebb csoport az inaktív keresők, akik főleg nyugdíjasok 21 860 fővel.
A választókerület legjelentősebb nemzetiségi csoportja a cigány 1961 fő, illetve a román 313 fő. Magyar állampolgársággal nem rendelkező külföldi állampolgárok aránya 0,7%.
Vallási összetétel szerint a választókerületben lakók legnagyobb vallása a római katolikus (29 525 fő), valamint jelentős közösség még a reformátusok (4595 fő). A vallási közösséghez nem tartozók száma szintén jelentős (7818 fő), a választókerületben a második legnagyobb csoport a római katolikus vallás után.

## Országgyűlési választások

### 2014
PEST megye 09. számú egyéni választókerület (Nagykáta) eredménye
| Czerván György        | FIDESZ-KDNP           | 20 595 | 50,18% | {\displaystyle \bigotimes } |
| Csanádi Gábor Ferenc  | JOBBIK                | 10 198 | 24,85% |                             |
| Dr. Baja Ferenc       | MSZP-EGYÜTT-DK-PM-MLP | 8 047  | 19,61% |                             |
| Mikus Csaba           | LMP                   | 1 183  | 2,88%  |                             |
| Tóthné Megyes Katalin | A HAZA NEM ELADÓ      | 296    | 0,72%  |                             |

### 2018
A 2018-as országgyűlési választás helyi eredményei:
Czerván György (FIDESZ-KDNP) 24 051 (50,25%) (KÉPVISELŐ)
Bozsik József (JOBBIK) 16 017 (33,46%)
Török Zsolt (MSZP-PÁRBESZÉD) 3 426 (7,16%)
Majoros Tibor (FÜGGETLEN) 2 144 (4,48%)
Szalay Sándor (LMP) 1 409 (2,94%)
Kovács Istvánné (MUNKÁSPÁRT) 166 (0,35%)
Mérő Péter Ferenc (EGYÜTT) 163 (0,34%)
DR. Nagyné Fehér Erzsébet (SEM) 127 (0,27%)
Hernyák Balázs Gábor (MIÉP) 95 (0,2%)
Bódi Mária Réka (KÖZÖS NEVEZŐ) 53 (0,11%)
Fricz Szabolcs (IRÁNYTŰ) 33 (0,07%)
Bene Károly (NP) 29 (0,06%)
Pusoma Andrea (MISZEP) 29 (0,06%)
Bari Ignác (MCP) 26 (0,05%)
Horváth János (EU.ROM) 25 (0,05%)
Rácz Lajos (REND PÁRT) 23 (0,05%)
Látos Richárd (ÖSSZEFOGÁS PÁRT) 19 (0,04%)
Nana Zsuzsanna Franciska (HHP)16 (0,03%)
Fraternali Krisztina (NEMZET ÉS BÉKE) 12 (0,03%)